# Схидное (Херсонская область)
Схидное (укр. Східне) — село в Музыковской сельской общине Херсонского района Херсонской области Украины.
Почтовый индекс — 75020. Телефонный код — 5547. Код КОАТУУ — 6520386701.

## Население
Население по переписи 2001 года составляло 842 человека.

### Языковой состав
Родной язык населения по данным переписи 2001 года:
| Язык       | Численность, чел. | Доля     |
| ---------- | ----------------- | -------- |
| Украинский | 782               | 92,87 %  |
| Русский    | 51                | 6,06 %   |
| Другое     | 9                 | 1,07 %   |
| Итого      | 842               | 100,00 % |

## Местный совет
75020, Херсонская обл., Белозёрский р-н, пос. Схидное, ул. Советская, 19